# Giovanni Battista Lonate da Birago
Giovanni Battista Lonate da Birago, oppure Giambattista Lonato detto da Birago (Birago, XVI secolo – XVI secolo), è stato un architetto italiano.

## Biografia
Non si hanno informazioni e notizie sulla nascita, sulla vita e sulla formazione culturale di Giovanni Battista Lonate da Birago.
Gran parte della sua attività di architetto si effettuò alla chiesa parrocchiale di San Clemente a Bertonico (1565–1572), che è considerata una delle costruzioni realizzate in Lombardia, a seguito dell'opera di Bramante.
Lonate da Birago dimostrò in questa opera di possedere uno stile indipendente dalla ortodossia post-bramantesca, presente invece nelle opere precedenti e manifestò con la tipica cupola lombarda, però di forma ellittica, un'apertura verso soluzioni spaziali innovative, quasi pre-barocche.
Per tutte le altre caratteristiche, la chiesa, costituita da una navata unica con cappelle laterali e pronunciato transetto, si può inserire nell'ambito stilistico tardo-rinascimentale lombardo.
Nel 1564 Lonate da Birago è incluso tra gli ingegneri del Collegio di Milano, incaricati di eseguire i lavori di ristrutturazione dell'Ospedale Maggiore e di costruzione degli Istituti scolastici, che aprirono i cantieri della fabbrica del ginnasio, la cui direzione fu affidata proprio a Lonate da Birago.
Lonate da Birago si mise in evidenza anche per lavori tecnici-ingegneristici, quali la costruzione di un canale nel 1581.